# San Pier d’Isonzo

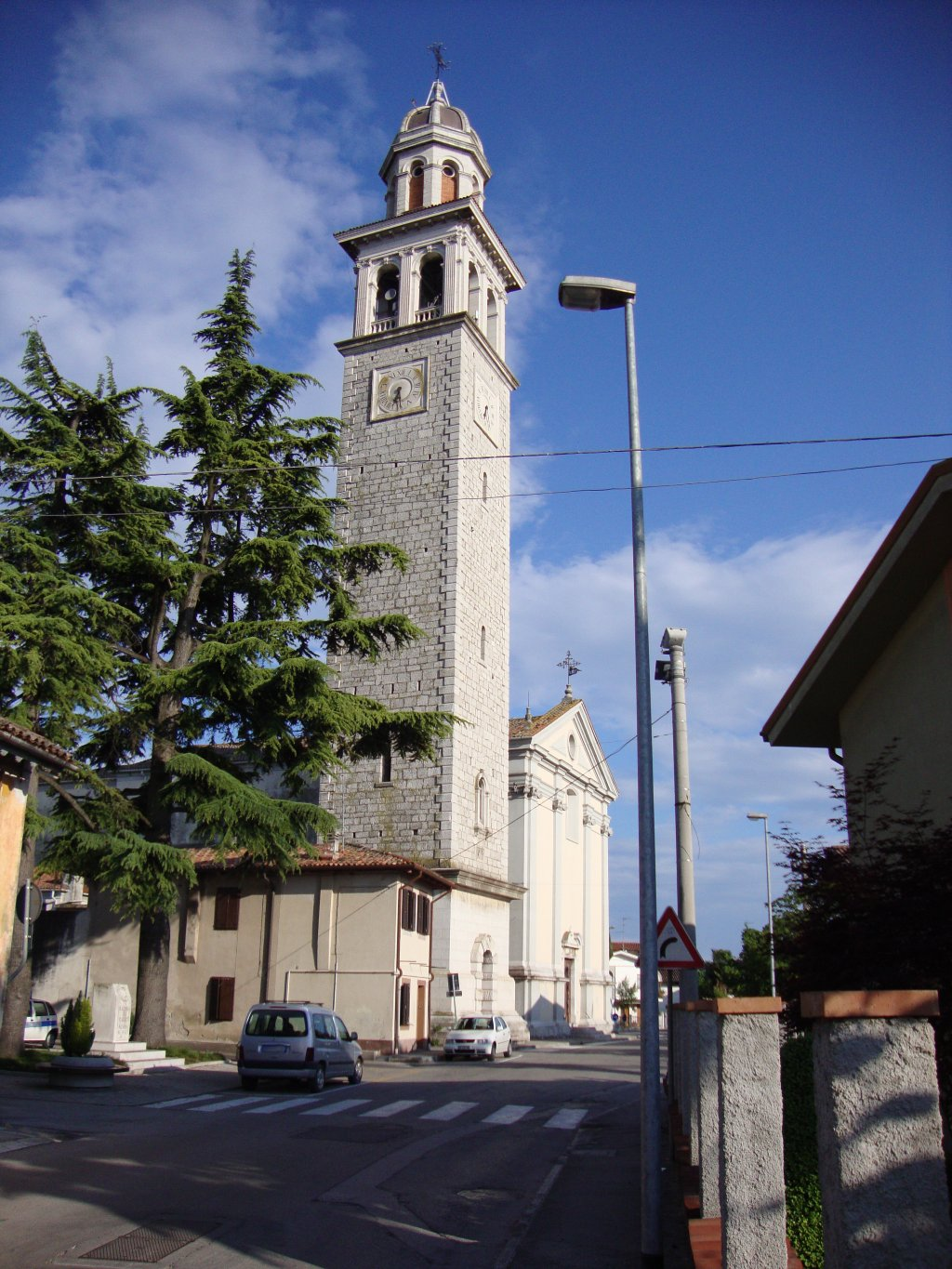
Die Kirche von San Pier d'Isonzo, 2010

San Pier d’Isonzo (im furlanischen Dialekt: San Piero) ist eine nordostitalienische Gemeinde (comune) mit 1940 Einwohnern (Stand 31. Dezember 2023) in der Region Friaul-Julisch Venetien. Die Gemeinde liegt etwa 16 Kilometer südwestlich von Gorizia. Der Isonzo bildet im Nordwesten die Gemeindegrenze.

## Geschichte
Die Gemeinde war bis zum Ende des Ersten Weltkriegs Teil der Grafschaft Görz und Gradisca, wobei sie dem Gerichtsbezirk Monfalcone unterstellt war, der wiederum Teil des Bezirks Monfalcone war.

## Verkehr
Durch die Gemeinde führt die Autostrada A4 von Turin nach Triest. Im Süden der Gemeinde liegt der Flughafen Triest.